# Kulturnytt
Kulturnytt är Sveriges Radios nyhetsprogram om kultur som innehåller recensioner, kulturnyheter, reportage och krönikor. Programmet sänds i två editioner och finns även digitalt. På vardagar sänds Kulturnytt i P1 klockan 7.46, 8.54, 13.05 (inom P1 Kultur), 15.45 och 18.09. Sändningarna 8.54 och 18.09 sänds också i P2. På lördagar sänds Kulturnytt i P1 8.50 och 12.55.
Hösten 2012 lanserades en edition för P4, och under 2016 sändes Kulturnytt i P4 vardagar 09.03, 14.57 samt, inom ramen för Kvällspasset i P4, 17.45.
Våren 2015 hade Kulturnytts editioner tillsammans cirka 1,5 miljoner lyssnare dagligen och cirka 2,9 miljoner lyssnare per vecka.[källa behövs]
Kulturnytt i P1 och P2 sänds från Stockholm och Göteborg; ansvarig utgivare är Mattias Hermansson. Kulturnytt i P4 sänds från Göteborg; ansvarig utgivare är Hanna Toll.